# Leopecten stillmani
Leopecten stillmani is een tweekleppigensoort uit de familie van de Pectinidae. De wetenschappelijke naam van de soort is voor het eerst geldig gepubliceerd in 1998 door Dijkstra.